# Фалце ди Пјаве (Тревизо)
Фалце ди Пјаве је насеље у Италији у округу Тревизо, региону Венето.
Према процени из 2011. у насељу је живело 2160 становника. Насеље се налази на надморској висини од 118 м.